# Rébellion de l'Escambray
La rébellion de l'Escambray est une rébellion cubaine qui a duré six ans, entre 1959 et 1965,  principalement dans les montagnes de l'Escambray, mais aussi dans les six provinces cubaines, par des groupes d'insurgés qui s'opposent au gouvernement dirigé par Fidel Castro.
Les groupes d'insurgés rebelles étaient un mélange d'anciens soldats de Fulgencio Batista, d'agriculteurs locaux et d'anciens guérilleros alliés qui avaient combattu à côté de Fidel Castro contre Batista pendant la révolution cubaine. Le résultat final a été l'élimination de tous les insurgés par les forces gouvernementales en 1965. Le gouvernement cubain décrit la révolte comme une guerre contre les bandits en espagnol : Lucha contra Bandidos.

## Historique

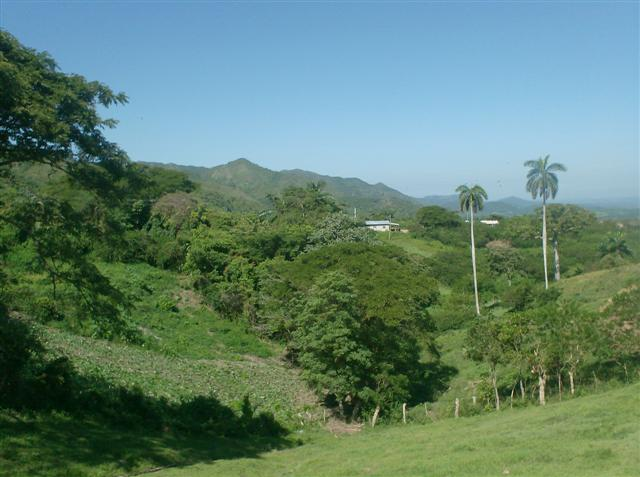
Montagne de l'Escambray.

### Origines
À la suite de la victoire castriste de janvier 1959, une épuration permet d'éliminer les anciens cadres cubains. Puis, fort de sa popularité, Fidel Castro annonce le report des élections démocratiques et promulgue des lois par décret. Ainsi, il accroît son emprise sur la politique gouvernementale. Il nomme aux postes stratégiques, des membres radicaux du Mouvement du 26-Juillet et des militants communistes. Au cours de l’année 1959, les ministres et les syndicalistes de sensibilité libérale sont éliminés des postes du pouvoir.
Nombre des opposants sont des anciens guérilleros de la révolution cubaine. Ils considèrent que Fidel Castro a trahi les idéaux révolutionnaires car il refuse d’instaurer la démocratie et de restaurer la Constitution de 1940. Dès la fin 1959, le Mouvement de récupération révolutionnaire (MRR) est créé, qui s'oppose à l'abandon de la révolution et décide de rejoindre les opposants au régime castriste. Par ailleurs, les paysans s'opposent au terme de la Reforme agraire engagée par les autorités. Ils refusent de devenir des employés des coopératives agricoles étatiques. Ils souhaitent rester propriétaire des terres qu'ils possèdent déjà  ou devenir les propriétaires des terres redistribuées.

### Opérations militaires
En novembre 1960, le régime castriste reconnaît la disparition du commandant Manuel Piti Fajardo, un de ses chefs militaires. En réaction et pour éviter une implantation durable des guérilleros, 70 000 miliciens sont mobilisés afin d'opérer le « nettoyage de l'Escambray ». Pour couper les opposants de leurs soutiens locaux, des populations sont déplacées notamment vers la province de Pinar del Río.

### Victimes et actes de torture
Le nombre de morts dans le camp des insurgés est de 3 591 et de plusieurs centaines dans l'armée cubaine. L'historienne Jeannine Verdès-Leroux précise que ce nombre de tués est plus important que pendant la période de Batista.
Un des proches du régime castriste, Carlos Franqui s'émeut auprès de Fidel Castro des actes de torture pratiquées sur les opposants arrêtés. Fidel Castro est informé de ces pratiques mais les considère comme nécessaires et exceptionnelles : « c'est une méthode efficace que les polices de presque tous les pays utilisent [...], c'est pratique, fonctionnel, cela sert à anéantir l'ennemi ».

## Analyses
Le sociologue Vincent Bloch indique que cette rébellion est peu connue des Cubains de l’île ; par contre au sein de la diaspora cubaine c'est la  « pierre angulaire d’une mémoire de la résistance au totalitarisme ». Selon ces exilés cubains l'opposition à la  « dictature personnelle de Fidel Castro » à travers les maquis, les opérations de sabotages et l'ensemble des opérations anti-castristes étaient unis par « leur sens du devoir patriotique». L'historienne Jeannine Verdès-Leroux confirme que ce pan de l'histoire cubaine est très peu connu à part la version officielle du pouvoir qui définit les « bandidos  » comme des contre-révolutionnaires, des agents de la CIA et des fascistes. Jeannine Verdès-Leroux qualifie ces opposants de démocrates, dont certains comme Eloy Gutiérrez Menoyo sont des anciens leaders anti Batista qui considèrent Fidel Castro comme un « tyran pire que le précédent ».